# Fire (U2-Lied)

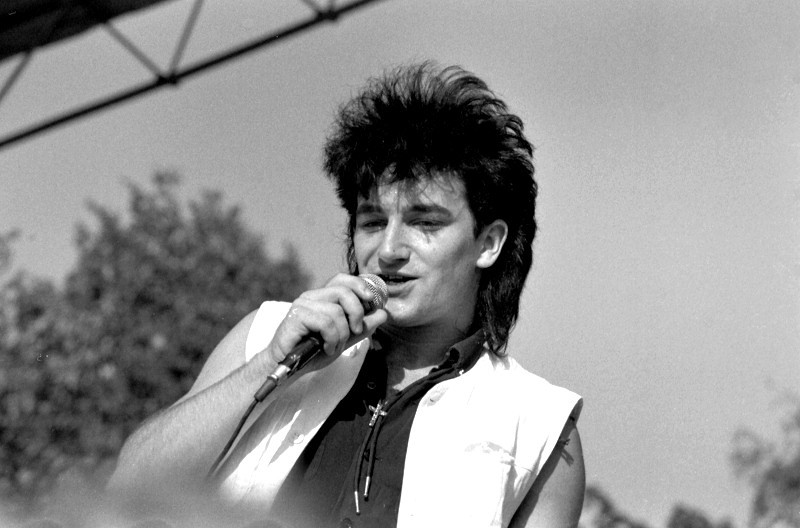
Sänger Bono (1983)

Fire ist ein Lied der irischen Rockband U2. Es erschien 1981 auf dem Album October und wurde im selben Jahr als erste Single des Albums veröffentlicht.

## Geschichte
Die Albumversion von Fire wurde in den Compass Point Studios auf den Bahamas aufgenommen, während U2 im April 1981 eine Pause von der Boy Tour einlegte.

## Liveaufführungen
Fire wurde am 27. Mai 1981, einen Monat nach der Aufnahme, zum ersten Mal in einem Konzert gespielt. Das Stück war fester Bestandteil der October Tour. Die meisten Liveauftritte erfolgten in der Zugabe, oftmals als erster Titel. Fire war der Song, den U2 bei ihrem ersten Auftritt bei Top of the Pops spielten.

## Charts und Chartplatzierungen
Fire erreichte im Vereinigten Königreich Rang 35 der Singlecharts und platzierte sich sechs Wochen in den Charts. Die Band verbuchte hiermit ihren ersten Charthit. In Irland erreichte die Single mit Rang vier seine beste Platzierung und hielt sich neun Wochen in den Charts. In ihrer Heimat ist es nach Out of Control bereits der zweite Charthit.
| ChartsChartplatzierungen     | Höchstplatzierung | Wochen |
| ---------------------------- | ----------------- | ------ |
| Irland (IRMA)                | 4 (9 Wo.)         | 9      |
| Vereinigtes Königreich (OCC) | 35 (6 Wo.)        | 6      |